# Mince padesát korun českých

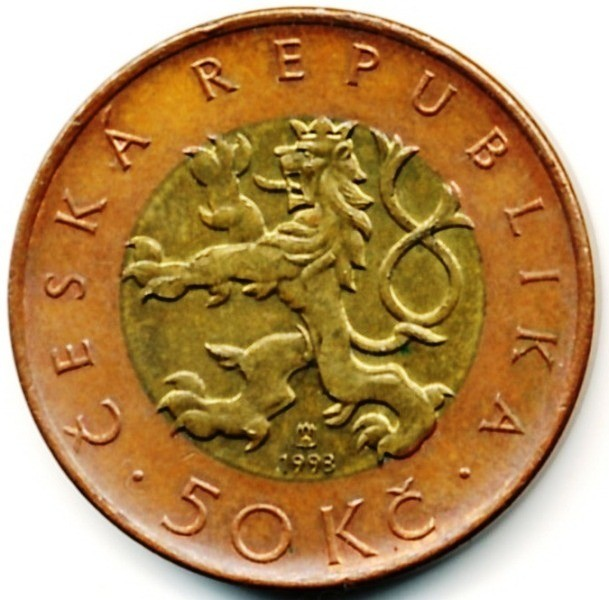
Lícní strana mince

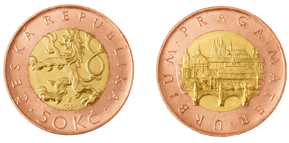
Mince 50 korun českých

Mince padesát korun českých, tedy mince o hodnotě 50 Kč (též padesátikoruna), je nejvyšší českou mincí. Motiv navrhl a vytvořil český sochař a medailér Ladislav Kozák (také autor české desetikoruny). Na rubové straně se nachází seskupení několika významných pražských památek (Karlův most, Národní divadlo, kostel svatého Mikuláše, Pražský hrad), jež lemuje nápis PRAGA · MATER · URBIUM, tedy Praha matka měst. Na lícní straně se nachází český lev s korunou, pod jeho nohama se nachází rok ražby a kolem je nápis ČESKÁ REPUBLIKA · 50 KČ. Současný (a zatím jediný) vzor je v oběhu od 7. dubna 1993.

## Ražba
Od 13. ledna 1993 do roku 1994 razila minci mincovna Hamburgische Münze Hamburg, od roku 1995 je to Česká mincovna v Jablonci nad Nisou.

## Technické parametry
Mince má hladký kulatý obvod bez plošek. Je bimetalová, skládá se tedy ze dvou kovů. Vnější kruh (mezikruží) je vyroben z ocele, jež je galvanicky pokovená mědí. Vnitřní kruh (střed) je také vyroben z ocele, ta je pro změnu plátovaná slitinou mědi a zinku v poměru 75:25. Mince je tedy jakousi kombinací materiálů české deseti- a dvacetikoruny. Je magnetická a její hmotnost je 9,7 g. Mince má průměr 27,5 mm, střed je široký 17 mm. Tloušťka je 2,55 mm.

### Tolerance
Tolerance v obsahu mědi na mezikruží je ±1 %, ve složení slitiny na středu ±1 %, v hmotnosti ±0,25 g, v průměru ±0,1 mm a v tloušťce ±0,05 mm

## Prvenství
Padesátikorunová mince má mnoho prvenství. Mince této hodnoty byly prvními raženými českými mincemi, jejich ražba byla v Hamburku zahájena 13. ledna 1993, a prvními, které byly dány do oběhu – již 7. dubna 1993.

## Mince roku 1993
Této minci byla také jako první a dosud jediné české minci americkým numismatickým časopisem World Coin News ve spolupráci se společností amerických sběratelů mincí udělena cena mince roku 1993 v kategorii „The Best trade coin“. Cena pozvedla sebevědomí pracovníkům peněžního odboru České národní banky po sérii kritických článků, které měly za cíl dokázat, že středy bimetalických padesátikorun v oběhu vypadávají. Bance byly předkládány zaručené důkazy o těchto vadách, na nichž ovšem byly zcela jednoznačně nalezeny stopy hrubého násilí.